# Uphusen (Emden)

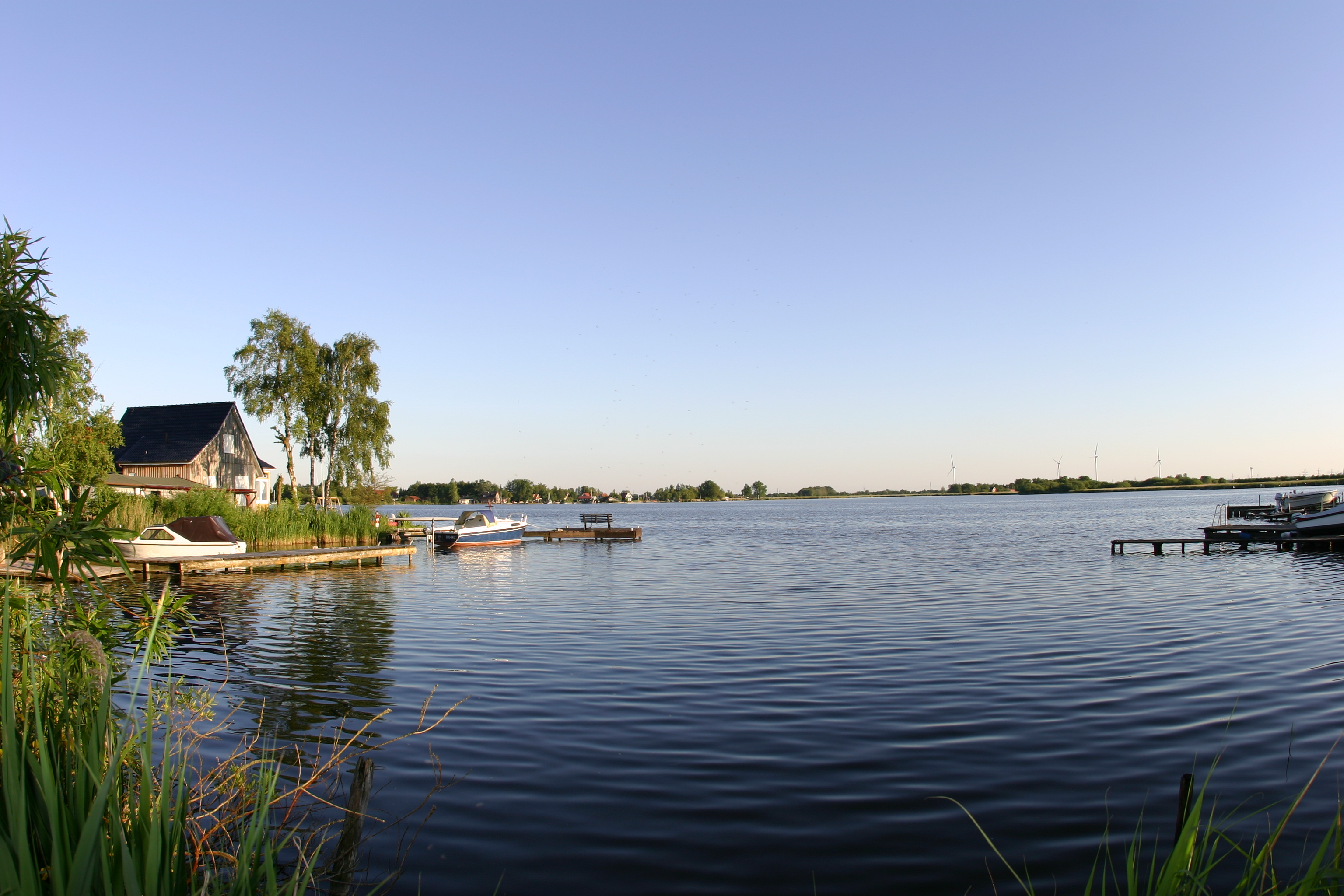
Uphuser Meer (Ostseite)

Uphusen ist ein Stadtteil im Osten Emdens, der 1946 eingemeindet wurde. Der Name des Ortes bedeutet „höher (= up). gelegene Häuser“.
In der Nähe befindet sich das Uphuser Meer, ein Wassersport- und Ferienhaus-Revier. Die Stadt Emden rechnet auch den Stadtteil Marienwehr statistisch zu Uphusen. Uphusen hat derzeit 760 Einwohner (2012).

## Geschichte

### Mittelalter
Die Dorfwurt Uphusens ist eine Gründung des frühen Mittelalters. Ursprünglich bestanden dort drei Einzelsiedlungen entlang des Uphuser Tiefs. Im späten Mittelalter wurden die drei Ansiedlungen durch Aufschüttung miteinander zu einer großen Warf verbunden, deren Höhe von rund fünf Metern und deren Lage bis heute im Ortsbild sichtbar ist. Im späten Mittelalter war Uphusen eine Herrlichkeit.
Noch bevor die Herrlichkeit entstand, wohnte 1325 mit von Aildo Wiarda ein Richter des Rheiderlands in Uphusen, möglicherweise auch schon auf der Burg. Für die Zeit der Ostfriesischen Häuptlinge wird als erster 1367 Ayldo Harrara genannt. Ab 1427 ist Wiard von Uphusen belegt, der im zweiten Viertel des 15. Jahrhunderts wirkte, als sich nacheinander die tom Brok, die Ukenas und schließlich die Cirksenas um die Vorherrschaft in Ostfriesland stritten. Wiard war zu jener Zeit Häuptling von Uphusen und Wolthusen, weshalb später auch von einer Herrlichkeit Up- und Wolthusen gesprochen wurde. Er galt als treuer Anhänger der Cirksenas und als einer der mächtigsten und reichsten Edelleute Ostfrieslands, was auf seinen weit reichenden Besitz zurückzuführen war: Neben seinem Stammsitz Up- und Wolthusen war er auch Häuptling von Groß-Faldern und Klein-Faldern, Borssum, Jarßum und zeitweilig und anteilig auch von Oldersum. Sein Herrschaftsbereich umfasste insgesamt zwölf Kirchspiele. Wiards Tochter Occa erbte Up- und Wolthusen sowie Jarßum und heiratete Snelger Houwerda. Ihre Nachkommen blieben im Besitz der Herrlichkeit Up- und Wolthusen, bis diese 1596 an die Stadt Emden verkauft wurde. Die Häuptlinge besaßen in ihren Herrlichkeiten jeweils Burgen genannte Steinhäuser, in denen sie residierten. In Uphusen stand die Burg unmittelbar nordwestlich der Kirche, Reste sind von der Burg nicht erhalten. Um 1600 soll sie aus einem Steinhaus mit Saal sowie den zugehörigen Wirtschaftsgebäuden bestanden haben und von einer Wall-Graben-Befestigung umgeben gewesen sein. In der recht spartanisch gehaltenen Burg befand sich auch die Rechtkammer, in denen die Häuptlinge Houwerda die Hophe und Niedere Gerichtsbarkeit ausübten. Von Häuptling Hicko (oder Hicke) Houwerda († 1537) ist aus alten Prozessakten überliefert, dass er „seines Obrigkeits halben“ einen Mann namens Folkmar „lassen koppen umb das er bey seiner stievtochter geslaeffen“ habe. Auch Hexenprozesse sind aus dieser Zeit überliefert. Hicko Houwerda ließ den Täufer Andreas Karlstadt um 1530 zu sich nach Uphusen kommen. Karlstadt erhielt jedoch kurze Zeit später in Uphusen Predigtverbot. Der Reformator Johannes Ligarius war nach 1556 Prediger in der Uphuser Kirche.
In Uphusen soll noch eine zweite Burg gestanden haben, in der Häuptling Garrelt von Klein-Faldern 1408 nach der Zerstörung seiner dortigen Burg Zuflucht gefunden hatte. Im 18. Jahrhundert wurden zwei Bauernhäuser mit besonders dicken Mauern als Überreste dieser heute nicht mehr lokalisierbaren Burg angesehen.

### Frühe Neuzeit
Nach der Emder Revolution (1595) ging die Stadt Emden daran, ihr östliches Einzugs- und Zugangsgebiet durch den Erwerb von Herrlichkeiten zu sichern. Im 16. und auch im 17. Jahrhundert waren in mehreren dieser Adelsbesitzungen, deren Herren zumeist auf die mittelalterlichen Häuptlingsgeschlechter zurückgingen, einzelne Zweige oder ganze Familien ausgestorben. Auch waren die Herrlichkeiten oft verschuldet. Sie standen damit für den Erwerb offen, oft durch andere (ostfriesische oder auswärtige) Adlige. Die Emder Stadtväter befürchteten, dass sich die ostfriesischen Grafen der östlich von Emden gelegenen Herrlichkeiten bemächtigen und der Stadt dadurch die wichtigen östlichen Land- und Wasserwege sperren könnten. Daher kaufte die Stadt bei der ersten sich bietenden Gelegenheit 1597 die Herrlichkeiten Wolthusen und Uphusen der Familie des Snelger Howerda zum Preis von 62.750 Gulden ab.
In den Jahren 1629 bis 1631 erwarb die Stadt weitere umliegende Herrlichkeiten am rechten Ufer der unteren Ems. Aus dem Besitz der Familie Frese in Uttum und Hinte kamen die Herrlichkeiten Groß- und Klein-Borssum, später auch Jarßum und Widdelswehr hinzu, wofür Emden zusammen etwas mehr als 21.000 ostfriesische Gulden zahlte. 1631 schließlich erwarb Emden die flächengrößte seiner Herrlichkeiten, Oldersum, mitsamt den umliegenden Dörfern Gandersum, Rorichum, Tergast und Simonswolde. Dafür zahlte die Stadt rund 60.000 Reichstaler. Bis auf die Herrlichkeit Petkum beherrschte Emden damit das gesamte untere rechte Emsufer.
Die Erwerbungen, aus geografisch-strategischen Erwägungen vorgenommen, sollten nach dem Willen der Emder Stadtführung künftig auch einem weiteren Zweck dienen: Durch die Herrlichkeiten erhoffte sich Emden etwa ab 1636 Sitz und Stimme in der Ritterschaftskurie der Ostfriesischen Landschaft.

„Erst nachträglich hatten Althusius und andere gewitzte Juristen aus der Titulatur Bürgermeister und Rat der Stadt Emden, Herren und Häuptlinge zu Oldersum etc. die die städtischen Regenten zu Recht führen durften, diese Möglichkeit, das Gewicht der Stadt zu verstärken, abgeleitet. Trotz heftiger Auseinandersetzungen wurde Emden die Mitgliedschaft in der landständischen Ritterkurie allerdings nicht zugestanden, alle anderen aus dem Eigentum an den Herrlichkeiten sich ergebenden Herrschaftsrechte, deren Inanspruchnahme von dem persönlichen Adel nicht abhängig war, standen der Stadt selbstverständlich zu. In Up- und Wolthusen, in Borssum und Oldersum saßen daher vom Rat eingesetzte Verwaltungs- und Rechnungsbeamte sowie Richter, die im Namen der Stadt als lokale Obrigkeit fungierten. Alle Herrlichkeiten bildeten somit eigene Verwaltungsbezirke und waren kein integraler Bestandteil des eigentlichen Stadtgebietes.“

Um die Schulden abzubauen, die sich aus dem Erwerb der Herrlichkeiten ergaben, verkaufte die Stadt Emden in den folgenden Jahrzehnten ihre Allodialgüter in den Herrlichkeiten.

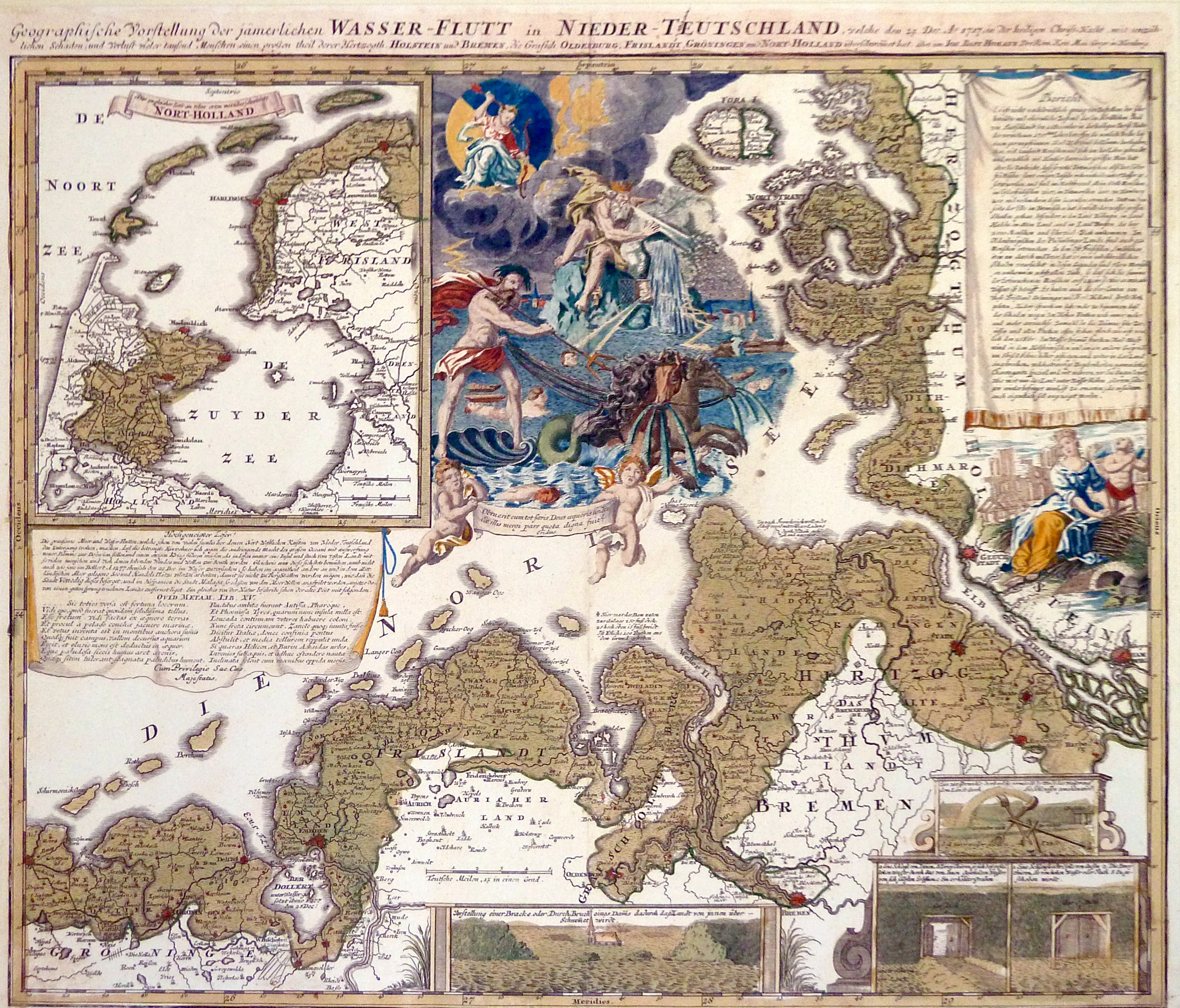
Kolorierte Kupferstichkarte von Homann, Nürnberg, um 1718 zur Weihnachtsflut 1717

Von der Weihnachtsflut 1717 war Uphusen aufgrund seiner etwas binnenwärtigeren Lage östlich von Emden zwar deutlich weniger betroffen als die nördlichen Küstenabschnitte der ostfriesischen Halbinsel. Jedoch kamen auch in der Herrlichkeit nach einer zeitgenössischen Übersicht des Larrelter Predikanten Jacobus Isebrandi Harkenroth fünf Menschen ums Leben. Acht Pferde und 52 Rinder ertranken. Zwei Häuser wurden völlig und ein weiteres teilweise zerstört.

### Von der ersten preußischen Zeit bis zum Kaiserreich (1744 bis 1918)
Mit Ostfriesland kam die Herrlichkeit Up- und Wolthusen im Jahr 1744 zu Preußen. Aus preußischen Statistiken der Jahre 1805/06 geht hervor, dass es in jenen Jahren in der Herrlichkeit 41 Bewohner ganzer Plätze, zehn Bewohner eines halben und eines Bewohners eines viertel Platzes, also kleinerer Höfe, gab. Hinzu kamen 74 Warfsleute, Kötter und Hausleute. In den Kirchen der Herrlichkeit waren fünf Prediger und sechs Küster tätig. Die Einwohnerzahl der Herrlichkeit betrug 1019. Zur Landwirtschaft kam ein diversifiziertes Gewerbeleben hinzu. So gab es im Handwerk 13 Müller, acht Schuster, jeweils sechs Zimmerleute, Bäcker und Schneider, fünf Leinenweber, jeweils Ziegelstreicher und Brauer sowie einen Branntweinbrenner. 13 Personen waren im Gastgewerbe tätig, wozu die Lage am Treckfahrtstief beigetragen hat. Für die medizinische Versorgung waren zwei Hebammen zuständig. 54 Personen verdienten zudem ihren Lebensunterhalt als Tagelöhner. In der Herrlichkeit befanden sich eine Ölmühle mit fünf und eine Schneidemühle mit zehn Beschäftigten, eine Branntweinbrennerei, Leinewebermanufakturen und eine Ziegelei mit zehn Beschäftigten. In der Landwirtschaft waren 1468 Stück Rindvieh zu verzeichnen (darunter 25 Ochsen und 315 Stück Jungvieh), 447 Schafe, 425 Schweine und 287 Pferde. Im Ackerbau konzentrierten sich die Landwirte auf Hafer und vor allem Raps, bauten in geringerem Umfang aber auch Weizen, Roggen, Gerste, Kartoffeln, Erbsen und Bohnen an.
In den Jahren 1798 bis 1800 wurde zwischen Emden und Aurich der Treckschuitenfahrtskanal, später Treckfahrtstief genannt, angelegt. Er führte vom Emder Wall über (das heutige) Tholenswehr nach Marienwehr und knickte dort scharf in südöstliche Richtung nach Uphusen ab. An der „Uphuser Klappe“ entstand nicht nur eine Klappbrücke über den Kanal, die 1807 erstmals erwähnt wurde, sondern auch ein Gasthaus. Mit Schuten, die von Pferden getreidelt wurden, beförderte die Treckfahrtsgesellschaft Post, Stückgut und Passagiere, woher der Kanal seinen Namen erhalten hat. Federführend bei der Planung des Kanals war der aus Horsten stammende Wasserbauingenieur Tönjes Bley. Die Gesellschaft konnte sich nicht langfristig etablieren, da der Plan, den Kanal durch die gesamte ostfriesische Halbinsel zu führen, nicht zuletzt an Finanzierungsmängeln scheiterte. Erst in den Jahren 1880 bis 1888 wurde der Plan aus dem Beginn jenes Jahrhunderts umgesetzt, den Kanal weiter fortzuführen. Er wurde bis Wilhelmshaven verlängert und fortan Ems-Jade-Kanal genannt. Für die Treckfahrtsgesellschaft kam dies zu spät: Der Bau von Chausseen und Bahnlinien in Ostfriesland bedeutete in den 1860er-Jahren das Aus für den regelmäßigen Schiffsverkehr nach Aurich.
Für das Jahr 1823 sind in Uphusen 294 Einwohner überliefert.

### Nationalsozialismus
Während des Krieges war Emden 80-mal das Ziel alliierter Bomber während des Luftkriegs. Die mit der Flugabwehr betrauten Wehrmachtssoldaten versuchten, durch Vernebelung die Zielauffassung der feindlichen Flugzeuge zu verhindern. Dadurch kam es teilweise zu unkontrollierten Abwürfen, so dass auch die Vororte von einzelnen Bomben getroffen wurden. Schäden waren auch in Uphusen zu verzeichnen.

### Nach 1945
Uphusen wurde im Oktober 1945 nach Emden eingemeindet. Diesem Prozess vorausgegangen waren jedoch mehrmalige Verhandlungen zwischen dem Emder Oberbürgermeister Georg Frickenstein und dem ehrenamtlichen Bürgermeister der Gemeinde Uphusen, dem Landwirt Petrus Hibbo Alrich Mescher. Frickenstein hatte sich daher bereits Anfang Juni 1945 vorgenommen, mit den Bürgermeistern von Uphusen, Larrelt und Harsweg Kontakt aufzunehmen und sie von der Notwendigkeit der Eingemeindung zu überzeugen. Die im Zweiten Weltkrieg stark zerstörte Stadt hatte kaum genug Platz, um des ganzen Trümmerschutts Herr zu werden. Zudem verliefen die Stadtgrenzen (die 1928 eingemeindeten Orte Wolthusen und Borssum bereits berücksichtigt) immer noch eng an der Bebauung. Die Emder Gemüsebauern konnten nicht länger im Stadtgebiet verbleiben, wo jeder Quadratmeter Platz für den Wiederaufbau benötigt wurde. Zudem verwies Frickenstein in einem Antrag an den Regierungspräsidenten auf Eingemeindung vom 9. August 1945 darauf, dass die Vororte sowohl die Schulen als auch das (zu jenem Zeitpunkt aber noch nicht wiederaufgebaute) Emder Krankenhaus nutzen würden. Zudem arbeiteten viele Einwohner der umliegenden Orte in Emden. Am 27. August erklärte Uphusens Bürgermeister Mescher, dass die Gemeinde das Ansinnen ablehne, die Bevölkerung Uphusens stehe nicht dahinter. Frickenstein suchte daraufhin das persönliche Gespräch mit Mescher und konnte ihn schließlich von den beiderseitigen Vorteilen der Eingemeindung überzeugen: Abgesehen davon, dass die Stadtbevölkerung zu jener Zeit höhere Essensrationen erhielt als die Landbevölkerung, wurden den Uphusern umfangreiche Zugeständnisse bei der künftigen Stadtentwicklung gemacht. Vertraglich wurde unter anderem festgehalten, dass der dörfliche Charakter Uphusens unangetastet bleiben sollte. Der Eingemeindungsvertrag wurde am 23./24. Oktober 1945 unterzeichnet, trat jedoch wegen bürokratischer Hindernisse erst am 1. April 1946 in Kraft.

## Politik
Bei der Bundestagswahl 2013 wählten die Einwohner des Stimmbezirks Uphusen/Marienwehr deutlich konservativer, aber auch deutlich grüner als der städtische Durchschnitt, was zu Lasten der SPD ging. Letztere lag mit 40,75 Prozent weniger deutlich als der städtische Durchschnitt vor der CDU (32,93 Prozent), die Grünen holten 13,27 Prozent. Zum Vergleich: Im gesamten Stadtgebiet erreichte die SPD 48,59, die CDU 25,98, die FDP 3,13, die Grünen 9,15 und die Linken 6,04 Prozent. Auf sonstige Parteien entfielen stadtweit 7,04 Prozent.

## Einwohnerstatistiken
Uphusen und Marienwehr zählten per 30. September 2012 zusammen 797 Einwohner. Von diesen entfallen lediglich wenige Dutzend auf Marienwehr. Damit ist Uphusen nach Marienwehr und Logumer Vorwerk der nach Einwohnerzahl drittkleinste der Emder Stadtteile. Von den 797 Einwohnern waren lediglich zehn Ausländer, was einem Anteil von 1,3 Prozent entspricht. Der Ausländeranteil ist damit sowohl nach absoluten Zahlen wie vom Anteil her der drittgeringste unter den Emder Stadtteilen nach Logumer Vorwerk und Twixlum. Die Vergleichsquote für die Stadt beträgt 5,1 Prozent.
Die Mehrheit der Einwohner (444) gehört der reformierten Kirche an, was einem Prozentanteil von 55,7 Prozent entspricht. Damit liegt Uphusen deutlich über dem Durchschnitt Emdens, in der Stadt bilden die Lutheraner knapp die Mehrheit der evangelischen Christen (15.666 zu 14.767). Vor allem durch Zuwanderung nach dem Beginn der Industrialisierung Emdens um 1900 sowie nach dem Zweiten Weltkrieg hat sich der Anteil lutherischer Glaubensangehöriger in der zuvor deutlich reformiert geprägten Stadt verstärkt. Mehrere der später eingemeindeten Dörfer, darunter auch Uphusen, sind hingegen noch stets mit großer Mehrheit reformiert. Lutherisch sind in Uphusen 118 Einwohner (14,8 Prozent), der katholischen Kirche gehören 49 Einwohner an (6,1 Prozent). Die restlichen 186 Einwohner (23,3 Prozent) sind entweder konfessionslos oder gehören einer anderen Glaubensrichtung an. Zusammen stellen die evangelischen Christen also 70,5 Prozent der Einwohner.
23,2 Prozent der Einwohner (185 Personen) sind älter als 65 Jahre, womit der städtische Durchschnitt von recht genau 20 Prozent klar übertroffen wird. Zur Alterkohorte der Bis-19-Jährigen zählen 153 Personen, mithin 19,2 Prozent der Einwohner. In der Altersgruppe zwischen 19 und 24 Jahren finden sich weitere 29 Personen, so dass die Zahl aller Personen bis 24 Jahre 182 (oder 22,8 Prozent) beträgt. Die Vergleichszahlen für das Stadtgebiet betragen 18,5 Prozent (bis 19 Jahre) und 25,6 Prozent (bis 24 Jahre). In der Alterskohorte bis 19 Jahre liegt Uphusen also leicht über dem städtischen Durchschnitt, bei den 20-24-Jährigen hingegen erreicht Uphusen nur knapp die Hälfte des städtischen Durchschnitts.

## Wohnbebauung und Verkehr

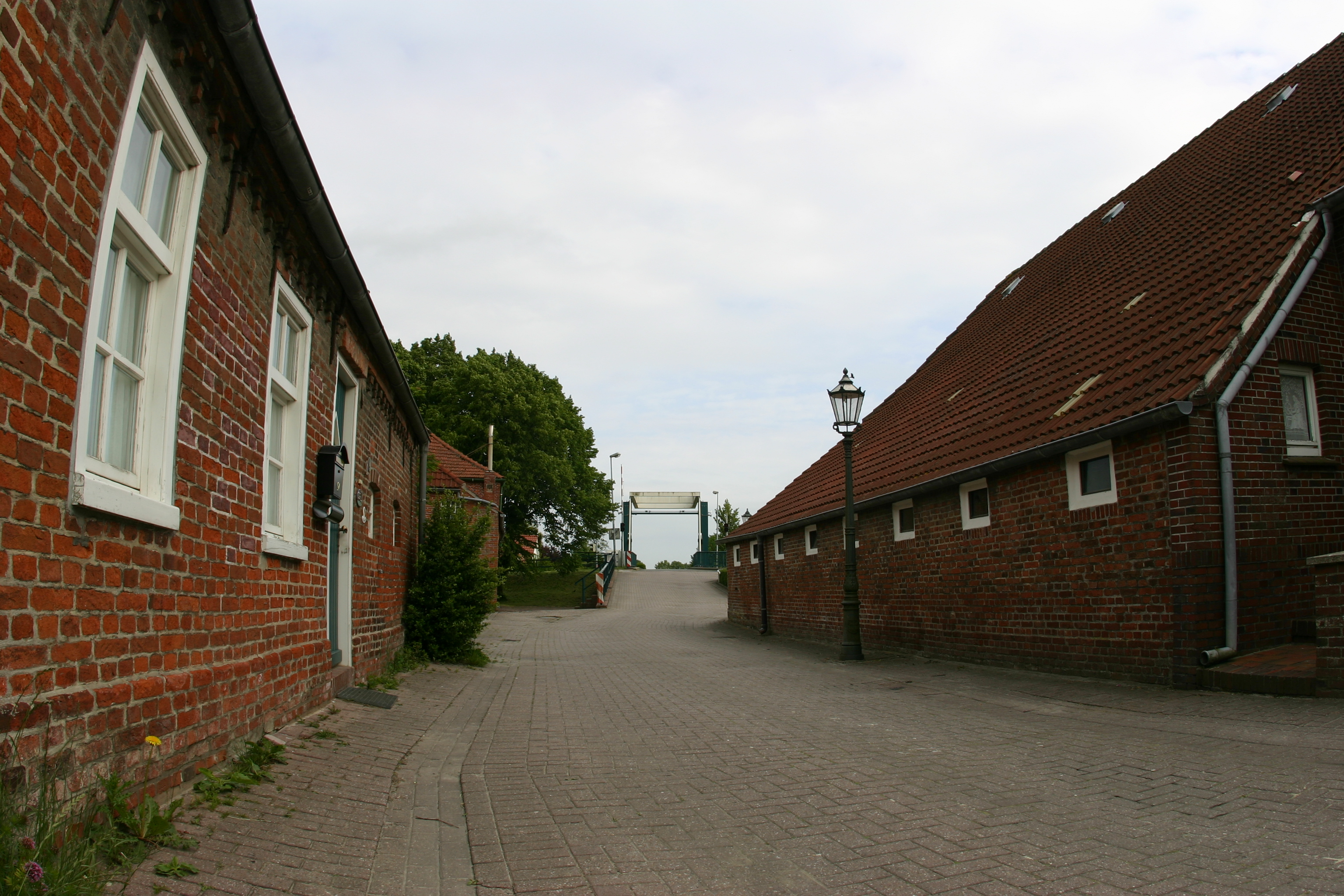
Dorfkern von Uphusen mit Blick auf die Klappbrücke über den Ems-Jade-Kanal

Uphusen erstreckt sich in einem recht dünnen Streifen beiderseits der Uphuser Straße, der Hauptverkehrsstraße, die von Emden nach Riepe führt. Zudem liegt der Stadtteil am Ems-Jade-Kanal, der im Ortskern von einer Klappbrücke und im Zuge der Hauptstraße nach Riepe von einer größeren Straßenbrücke überquert wird, die die Durchfahrt von Binnenschiffen erlaubt. Am Kanal führt ein Wanderweg entlang, zudem haben viele Anlieger hier kleinere Bootsstege für die private Nutzung errichtet. An der Uphuser Klappe, die mittlerweile eine Drehbrücke ist statt einer Klappbrücke, endet auch das Treckfahrtstief. Bis zur Anlegung des Ems-Jade-Kanals führte das Tief im heutigen Bett des Kanals weiter nach Aurich. Im Zuge des Ausbaus des Ems-Jade-Kanals ließen die Wasserbau-Ingenieure ein Hochbett anlegen, seither endet das Treckfahrtstief ohne direkte Verbindung zum Kanal an dessen Deich.
Der Dorfkern Uphusens ist von vielen älteren Wohnhäusern und Höfen geprägt. Eine Besonderheit im Ortskern war die Verteilung von so genannten Brandnummern statt „normalen“ Hausnummern entlang der Straßenverläufe. Die Nummern wurden schlicht nach dem Alter der Häuser verteilt. Dies wurde inzwischen von der Stadtverwaltung geändert. In den 1990ern wurde Uphusen in das Dorferneuerungs-Programm des Landes Niedersachsen aufgenommen, Straßen und Wege sowie Häuser infolge dieses Programms renoviert. Die drei Hauptstraßen im alten Ortskern sind von West nach Ost Kirchhörn, Brückhörn und Osterhörn. In den nach dem Zweiten Weltkrieg entstandenen Baugebieten beiderseits der Hauptverkehrsstraße sind die Straßennamen nach Fischarten benannt. Der Bereich südlich des Ems-Jade-Kanals wird durch eine Klappbrücke über den Kanal an den Rest des Stadtteils angebunden. Da der Kanal fast ausschließlich dem Freizeitverkehr dient und nur sehr wenige Binnenschiffsquerungen im kommerziellen Verkehr vorkommen, wird die Brücke jedoch nicht allzu oft angehoben. Schiffsführer erbitten per Funk oder Handy eine Öffnung, diese geschieht ferngesteuert von der Betriebszentrale. Außerhalb der Betriebszeiten von morgens bis zum Nachmittag sind die Öffnungen kostenpflichtig. Zudem überspannt die A31 den Kanal, die maximale Durchfahrtshöhe für Schiffe beträgt 4,55 Meter.
Der nächstgelegene Autobahnanschluss ist die Anschlussstelle Emden-Wolthusen an der A 31. An dieser befindet sich auch die Grenze zwischen den Stadtteilen Wolthusen und Uphusen.
Im Stadtbusverkehr wird Uphusen von den Linien 4 und 14 bedient.

## Wirtschaft
Um Uphusen herum befinden sich ausgedehnte Landwirtschaftsflächen. Der Stadtteil gehört zu den wenigen Emdens, in denen die Landwirtschaft noch eine größere Rolle spielt – dies gilt zumindest für die Flächennutzung. Gebiete östlich von Uphusen bis zur Grenze mit der Gemeinde Ihlow (aber auch auf dem Gebiet der Gemeinde Ihlow selbst) sind in der zweiten Hälfte des 20. Jahrhunderts mit Schlick überspült worden, der bei Ausbaggerungen in der Ems gewonnen wurde. Diese Flächen gelten heute als sehr fruchtbar.
Abgesehen von Landwirtschaftsbetrieben, einem Gastronomiebetrieb am Uphuser Meer, einem daran angeschlossenen Fischzuchtbetrieb sowie einzelnen kleinen Dienstleistungsunternehmen, die fast ausschließlich in Wohnhäusern untergebracht sind, gibt es in Uphusen keine Wirtschaftsbetriebe. Die meisten Einwohner arbeiten in Unternehmen, die in anderen Emder Stadtteilen oder außerhalb Emdens angesiedelt sind. Uphusen gilt als bevorzugte Wohnlage, das Einkommen der Einwohner darf als überdurchschnittlich gelten.
Der öffentliche Nahverkehr wird durch die Linie 504 des städtischen Tochterunternehmens Stadtverkehr Emden sichergestellt. Die Linie führt von Uphusen über Wolthusen in Richtung Innenstadt und weiter über Larrelt nach Wybelsum. Sie verbindet damit mehrere der größten Stadtteile. Darüber hinaus verkehrt eine Linie eines Auricher Busunternehmens von Emden über Uphusen und die Emder Nachbargemeinde Ihlow nach Aurich, jedoch nur einige Male am Tag.

## Sehenswürdigkeiten

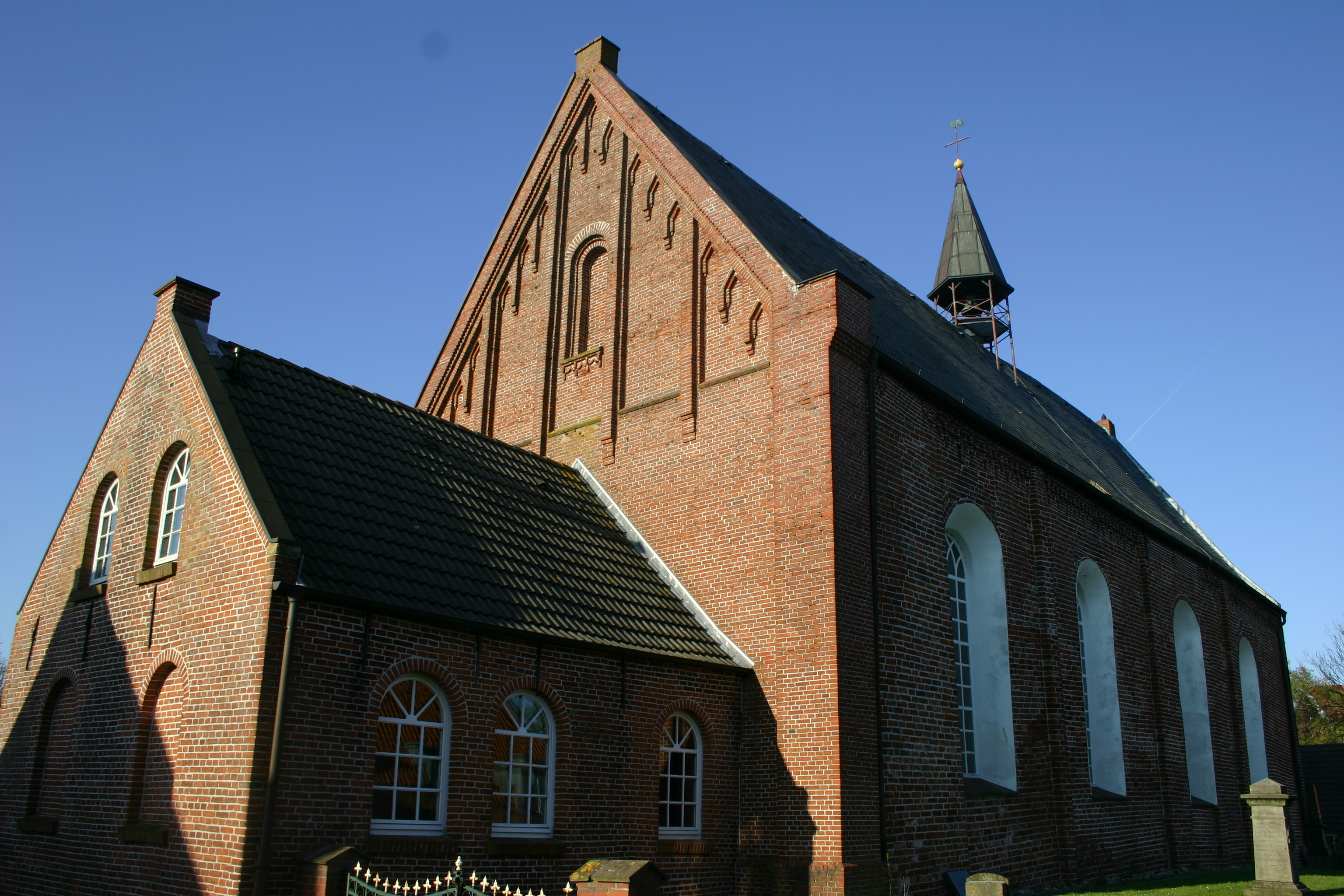
Evangelisch-reformierte Uphuser Kirche

Die Uphuser Kirche ist ein um 1440 entstandener Nachfolgebau für ein älteres Gotteshauses aus der 2. Hälfte des 13. Jahrhunderts. Ihr Bau soll auf Wiard von Uphusen zurückgehen. Im gut erhaltenen Dorfkern gibt es neben einigen Gulfhöfen auch weitere historische Gebäude. Über den Ems-Jade-Kanal im Ortskern führt eine Klappbrücke.

## Nebenorte
Zur Gemarkung Uphusens gehören noch die folgenden Orte oder Flurbezeichnungen. Der Uphuser Schwager ist Weideland südöstlich des Ortskerns. Die Bezeichnung geht auf das alte Wort „Swaag“ für Weideland zurück. Der Uphuser Hammrich liegt östlich des Dorfkerns. Auf die Nutzung als Weideland weist auch der Hofname Uphuser Grashaus hin. Der Hof und weitere Gebäude stehen am Nordufer des Ems-Jade-Kanals, östlich des Dorfkerns. Die Ortsbezeichnung Uphuser Klappe geht auf eine frühere Klappbrücke zurück.

## Weblink
Stefan Eismann: Uphusen in der wissenschaftlichen Datenbank „EBIDAT“ des Europäischen Burgeninstituts, abgerufen am 25. Juni 2021.